# قنر
القَنَّر نوع من الفصيلة الكيدمية مهده شمال غرب المحيط الأطلسي حيث يوجد من خليج القديس لورنس ونِيُفَوندِلَند إلى خليج جِسَبيك . تقطن المياه الشاطئية وتعيش بالقرب من قاع البحر على أعماق من 10 إلى 128 م (33 إلى 420 قدم)، مع تفضيل المناطق التي تحتوي على طبقات من الأعشاب البحرية أو حطام السفن أو أعمدة الرصيف. jrqd أشهر الشتاء في حالة من السبات تحت الصخور. يمكن العثور عليها أيضًا في تجارة أحواض السمك.